# Milan Mišůn
Milan Mišůn (ur. 21 lutego 1990 w Przybramie) – czeski piłkarz występujący na pozycji obrońcy w klubie Baník Sokolov.

## Klub
Przed wyjazdem do Szkocji Mišůn reprezentował barwy czeskiego zespołu FK Przybram, gdzie rozegrał 24 spotkania i zdobył 2 gole. 15 grudnia 2008 roku jego agent Ondřej Chovanec wyjawił, że jego klient prowadzi rozmowy z mistrzem Scottish Premier League, Celtikiem. Zawodnikiem interesowały się także włoski A.C. Milan i duńskie FC København, lecz ostatecznie Czech podpisał kontrakt z klubem z Glasgow. Po raz pierwszy w kadrze meczowej znalazł się 18 stycznia 2009 roku w przegranym 4-2 spotkaniu z Aberdeen.

## Reprezentacja
Mišůn jest zawodnikiem reprezentacji Czech do lat 19 i rozegrał w niej 6 spotkań. Ostatnim meczem, który dotychczas rozegrał w narodowych barwach było rozegrane 26 maja 2009 roku spotkanie przeciwko Estonii, które Czesi wygrali 5-1. Swojego jedynego gola w kadrze zdobył 23 maja 2009 roku przeciwko Hiszpanii, gdy pokonał golkipera rywali strzałem z 25 metrów.